# Ron Kamonohashi
Ron Kamonohashi: Deranged Detective (鴨乃橋ロンの禁断推理, Kamonohashi Ron no Kindan Suiri) est un shōnen manga écrit et illustré par Akira Amano, prépublié dans le magazine en ligne Shōnen Jump+ du 11 octobre 2020 au 6 juillet 2025, puis publié par l'éditeur Shūeisha depuis février 2021. La version française est éditée par Mangetsu depuis avril 2023.

## Synopsis
Le génie de l'enquête, Ron Kamonohashi, va devoir s'associer à un inspecteur de police, Totomaru Isshiki, qui l'est beaucoup moins. Ce nouveau duo va désormais tenter d'élucider les plus grands mystères qui se présentent à eux.

## Personnages

### Principaux
- Ron Kamonohashi (鴨乃橋 ロン, Kamonohashi Ron?)

Voix japonaise : Yōhei Asakami (en)
- Totomaru Isshiki (一色 都々丸, Isshiki Totomaru?)

Voix japonaise : Jun'ya Enoki
- Amamiya (雨宮?)

Voix japonaise : Yōko Hikasa
- Mofu Usaki (卯咲 もふ, Usaki Mofu?)

Voix japonaise : Nao Tōyama
- Omito Kawasemi (翡翠 臣疾, Kawasemi Omito?)

Voix japonaise : Jun Fukuyama
- Chikori Monki (門季 チコリ, Monki Chikori?)

Voix japonaise : Konomi Kohara
- Elmer Stingray (エルマー・スティングレイ, Erumā Sutingurei?)

### Académie Blue
- Spitz Feier (シュピッツ・ファイア, Shupittsu Faia?)

Voix japonaise : Taku Yashiro (en)
- Finn Fennec (フィン・フェネック, Fin Fenekku?)

Voix japonaise : Megumi Han
- Shachi (シャチ?)
- Hirsch (ヒルシュ, Hirushu?)

Voix japonaise : Kenjirō Tsuda (en)
- Aimée Emmerich (エメ・エメリッヒ, Eme Emerihhi?)

Voix japonaise : Kikuko Inoue
- John Grizzly (ジョン・グリズリー, Jon Gurizurī?)

Voix japonaise : Kazuhiro Yamaji (en)

### Famille Moriarty
- Winter (ウインター, Uintā?)

Voix japonaise : Yumiri Hanamori (en)
- Mylo (マイロ, Mairo?)

Voix japonaise : Yoshitsugu Matsuoka

### Autres personnages
- Grande sœur (姉, Ane?)

Voix japonaise : Ai Kakuma (en)
- Petite sœur (妹, Imōto?)

Voix japonaise : Manaka Iwami (en)
- Tiger Dan (タイガ・ダン, Taiga Dan?)

Voix japonaise : Takehito Koyasu
- Karen Lily (カレン・リリー, Karen Rirī?)

Voix japonaise : Rei Igarashi (en)
- Mia Costa (ミア・コスタ, Mia Kosuta?)

Voix japonaise : Ikumi Hasegawa (en)
- Lenny, le jardinier (レニ・ガードナー, Reni Gādonā?)

Voix japonaise : Volcano Ōta
- Bill Clark (ビル・クラーク, Biru Kurāku?)

Voix japonaise : Kōji Ochiai (en)
- Tom Osaka (トム・オオサカ, Tomu Ōsaka?)

Voix japonaise : Shinpachi Tsuji
- Shunsuke Sakai (酒井秋助, Sakai Shunsuke?)

Voix japonaise : Shōgo Sakata (en)

## Liste des volumes
| no | Japonais         | Japonais          | Français          | Français          |
| no | Date de sortie   | ISBN              | Date de sortie    | ISBN              |
| -- | ---------------- | ----------------- | ----------------- | ----------------- |
| 1  | 4 février 2021   | 978-4-08-882564-9 | 26 avril 2023     | 978-2-38281-201-3 |
| 2  | 30 avril 2021    | 978-4-08-882650-9 | 26 avril 2023     | 978-2-38281-235-8 |
| 3  | 4 août 2021      | 978-4-08-882738-4 | 5 juillet 2023    | 978-2-38281-365-2 |
| 4  | 4 novembre 2021  | 978-4-08-882840-4 | 13 septembre 2023 | 978-2-38281-889-3 |
| 5  | 4 février 2022   | 978-4-08-883021-6 | 8 novembre 2023   | 978-2-38281-408-6 |
| 6  | 2 mai 2022       | 978-4-08-883108-4 | 10 janvier 2024   | 978-2-38281-949-4 |
| 7  | 4 août 2022      | 978-4-08-883207-4 | 13 mars 2024      | 978-2-38281-611-0 |
| 8  | 4 novembre 2022  | 978-4-08-883298-2 | 22 mai 2024       | 978-2-38281-749-0 |
| 9  | 4 janvier 2023   | 978-4-08-883351-4 | 10 juillet 2024   | 978-2-38281-665-3 |
| 10 | 4 avril 2023     | 978-4-08-883473-3 | 4 septembre 2024  | 978-2-38281-993-7 |
| 11 | 4 juillet 2023   | 978-4-08-883615-7 | 6 novembre 2024   | 978-2-38281-888-6 |
| 12 | 4 octobre 2023   | 978-4-08-883732-1 | 2 janvier 2025    | 978-2-38281-455-0 |
| 13 | 4 mars 2024      | 978-4-08-883861-8 | 2 avril 2025      | 978-2-38281-808-4 |
| 14 | 4 juin 2024      | 978-4-08-884083-3 | 9 juillet 2025    | 978-2-38281-872-5 |
| 15 | 4 octobre 2024   | 978-4-08-884231-8 |                   |                   |
| 16 | 4 février 2025   | 978-4-08-884440-4 |                   |                   |
| 17 | 4 juin 2025      | 978-4-08-884553-1 |                   |                   |
| 18 | 4 septembre 2025 | 978-4-08-884672-9 |                   |                   |

## Anime
Une adaptation en anime est produite par Diomedéa entre octobre et décembre 2023. La série est réalisée par Shōta Ihata et scénarisée par Wataru Watari (en). Masakazu Ishikawa s'occupe du chara design et la musique est composée par Yo Tsuji. Elle est diffusée sur plusieurs chaînes japonaises comme Tokyo MX et AT-X. En dehors de l'Asie, c'est Crunchyroll qui obtient les droits de diffusion de l'adaptation animée, y compris en France.
Une deuxième saison est diffusée depuis octobre 2024.

## Accueil
En juin 2021, Ron Kamonohashi: Deranged Detective est nommé à l'occasion des 17e Next Manga Awards dans la catégorie du « meilleur manga web » de l'année et termine 14e sur 50 nommés,. La série a été recommandée par des auteurs japonais spécialisés dans le genre mystérieux tels que Rintaro Norizuki (en), Masaki Tsuji et Sako Aizawa.

### Œuvres
Édition japonaise
1. 1 2  Tome 1
2. 1 2  Tome 2
3. 1 2  Tome 3
4. 1 2  Tome 4
5. 1 2  Tome 5
6. 1 2  Tome 6
7. 1 2  Tome 7
8. 1 2  Tome 8
9. 1 2  Tome 9
10. 1 2  Tome 10
11. 1 2  Tome 11
12. 1 2  Tome 12
13. 1 2  Tome 13
14. 1 2  Tome 14
15. 1 2  Tome 15
16. 1 2  Tome 16
17. 1 2  Tome 17
18. 1 2  Tome 18

Édition française
1. 1 2  Tome 1
2. 1 2  Tome 2
3. 1 2  Tome 3
4. 1 2  Tome 4
5. 1 2  Tome 5
6. 1 2  Tome 6
7. 1 2  Tome 7
8. 1 2  Tome 8
9. 1 2  Tome 9
10. 1 2  Tome 10
11. 1 2  Tome 11
12. 1 2  Tome 12
13. 1 2  Tome 13
14. 1 2  Tome 14